# Wolfsberg (Kärnten)
Wolfsberg er en by i det sydlige Østrig, med et indbyggertal (pr. 2007) på cirka 25.000. Byen ligger i delstaten Kärnten, midt i Centralalperne.
- Wikimedia Commons har flere filer relateret til Wolfsberg (Kärnten)